# Randy Savage
Randall Mario Poffo (ur. 15 listopada 1952 w Columbus, zm. 20 maja 2011 w Seminote) – amerykański wrestler znany głównie pod swoim pseudonimem ringowym jako „Macho Man” Randy Savage. Był znany ze swojego głębokiego głosu, ostentacyjnych kolorowych strojów oraz dynamicznej osobowości. Charakterystyczne były dla niego melodia Pomp and Circumstance Edwarda Elgara i finisher Flying Elbow Drop. Przez większość kariery jego menedżerką była jego żona Miss Elizabeth. Wiele osób związanych z branżą uznawało go za jednego z najlepszych wrestlerów w historii. Był dwukrotnym zdobywcą mistrzostwa WWF World Heavyweight, czterokrotnym zdobywcą mistrzostwa WCW World Heavyweight, zwycięzcą King of the Ring w 1987 i jest członkiem galerii sław WWE Hall of Fame oraz Wrestling Observer Newsletter Hall of Fame.

## Dzieciństwo i młodość
Jego rodzice poznali się na uniwersytecie DePaul University i pobrali się 6 czerwca 1949. Randall Mario Poffo urodził się w Columbus, w amerykańskim stanie Ohio. Jego matką była Judith „Judy” Poffo z domu Sverdlin (ur. 28 stycznia 1927 w Naperville, Illinois, zm. 3 stycznia 2017 w Largo, Floryda), a ojcem wrestler Angelo John Poffo (ur. 10 kwietnia 1925 w Downers Grove, Illinois, zm. 4 marca 2010 w Sarasota, Floryda). W 1954 urodził się jego brat, Lanny Poffo, który też został wrestlerem.
Uczęszczał do szkoły gimnazjalnej Herrick Junior High, gdzie wykazał się umiejętnością wykonywania tysiąca przysiadów bez przerwy i nauczył się oburęczności, aby móc oszczędzać prawą rękę grając w baseball. Później uczęszczał do liceum Downers Grove North High School w Downers Grove w stanie Illinois.

## Kariera baseballowa
Poffo interesował się baseballem od czasów dzieciństwa. Ojciec zabierał go między innymi na stadiony Wrigley Field i Comiskey Park. W 1962, gdy miał 10 lat, matka zapisała go do małej ligi Downers Grove, gdzie został przypisany do drużyny Moose. Od tej pory najczęściej występował na pozycji łapacza. W licealnej drużynie Downers Grove North Trojans jego średnia Batting average on balls in play (BABIP) wynosiła .500 w sezonie kiedy drużyna zdobyła tytuł konfederacji sportowej West Suburban Conference. W kolejnym jego BABIP wynosiło .525.
W 1971 wziął udział w otwartym sprawdzianie kwalifikacyjnym w Saint Louis i jako jedyny spośród 300 uczestników przykuł uwagę lokalnej drużyny St. Louis Cardinals, z którą podpisał kontrakt na 500 dolarów miesięcznie. W 1973 z powodu nieudanej kolizji w czasie wślizgu doznał kontuzji prawego ramienia, więc drużyna zdecydowała się nie przedłużać z nim kontraktu. Następnie został przyjęty przez Cincinnati Reds w miejsce wakatu i przez rok występował w lidze Tampa Tarpons.
Wziął udział w 289 grach w czterech sezonach małej ligi. Zakończył ze średnią uderzeń 0,254, z 16 home runami i z 129 RBI.

## Kariera wrestlerska
Trenował wrestlera Sama DeCero i tag team The Batten Twins (Bart i Brad Batten).

### Organizacje regionalne (1973–1985)

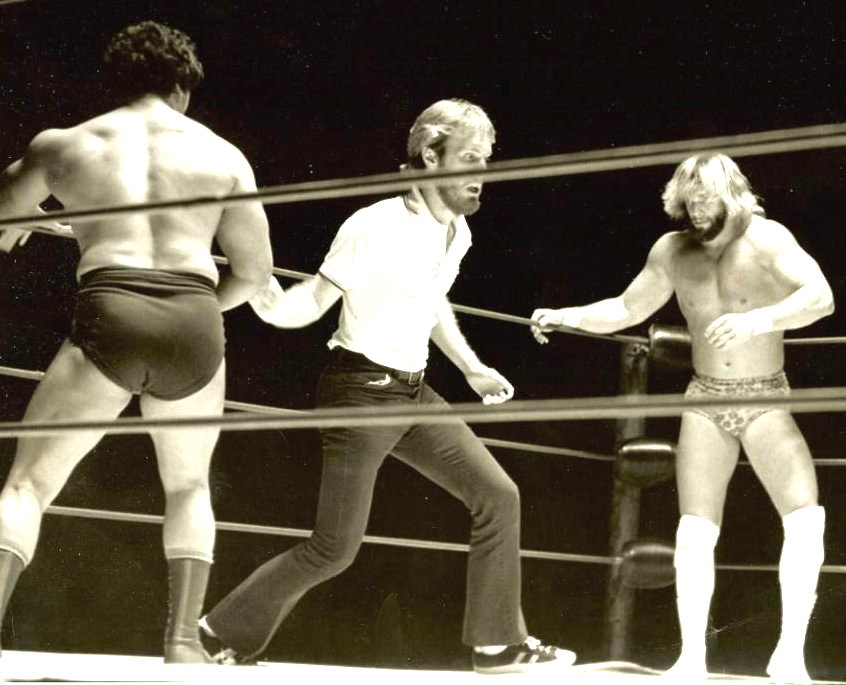
Randy Savage (z prawej) i Roberto Soto (z lewej) w trakcie walki w Macon, Georgia 23 sierpnia 1977

Debiutował w listopadzie 1973, w walce przeciwko Paulowi Christy. W swoich pierwszych walkach nosił maskę, a jego postać była wzorowana na Spider-Manie. Od 1973 używał pseudonimu The Spider (pl. Pająk). W 1975 zmienił go na Randy Poffo. Przez większość kariery charakterystyczne dla jego postaci były jaskrawe stroje i okrzyki Oooh Yeah! oraz Can you dig it?. Walczył w wielu organizacjach terytorialnych, między innymi we Florydzie, Alabamie, Detroit i Toronto.
Wraz ze swoim bratem utworzył tag team The Poffos. 20 stycznia 1976, w organizacji Gulf Coast Championship Wrestling, razem pokonali British Bulldogs (Edward Heath i Jonathan Foley) w walce o tytuł NWA Gulf Coast Tag Team Championship. 17 lutego 1976 ich walka z pretendentami do tytułu, Eddim Sullivanem i Ripem Tylerem, zakończyła się bez rozstrzygnięcia. Później tego samego wieczoru doszło do konfliktu obu drużyn w szatni. Sullivan i Tyler znokautowali The Poffos, którzy następnie zostali zwolnieni z organizacji z nieznanych przyczyn i musieli oddać tytuły pretendentom.
W 1977 przyjął pseudonim ringowy Randy Savage (pl. Randy Dzikus). Pomysłodawcą nowego pseudonimu Savage’a był Ole Anderson, który uważał, że Poffo zachowuje się w ringu jak dzikus.
1 marca 1978 pokonał mistrza Dona Kenta w walce o NWA Mid-America Heavyweight Championship. 25 marca 1978 sam został pokonany przez Dutcha Mantella, który odebrał mu tytuł i rozpoczął swoje pierwsze panowanie.
W 1978 jego ojciec założył własną organizację wrestlerską o nazwie International Championship Wrestling (ICW), która była potocznie nazywana wyjętą spod prawa, ponieważ funkcjonowała poza ligą National Wrestling Alliance. 18 lipca Savage zdobył tytuł AGPW (Atlantic Grand Prix Wrestling) International Heavyweight, pokonując swojego brata Lanny’ego Poffo. W tym samym miesiącu rodzina Poffo złożyła pozew sądowy przeciwko dziewięciu właścicielom organizacji wrestlerskich, wśród których byli Jerry Jarrett, Nick Gulas, Verne Gagne i Jim Barnett. Oskarżali ich o zmowy przeciwko rodzinie Poffo, bojkot i szkody finansowe oraz domagali się odszkodowania w wysokości 2,4 milionów dolarów.
W listopadzie 1978 Poffo ponownie przejął tytuł NWA Mid-America Heavyweight, pokonując Dutcha Mantella, który był już wtedy pięciokrotnym mistrzem. Od października 1978 rywalizował z Bobbym Eatonem. W lutym 1979 przegrał z nim walkę o pas NWA Mid-America Heavyweight.
W 1983 organizacja ICW przestała funkcjonować. Randy Savage w związku z tym występował w Portoryko i Tennessee i razem z bratem dołączył do terytorium Africa Wrestling Alliance w Memphis, które było jednym z największych rywali ICW. Rywalizowali z The Rock ’n’ Roll Express i z Jerrym Lawlerem. 26 grudnia 1983 Savage drugi raz odzyskał mistrzostwo NWA Mid-America Heavyweight, pokonując Terry’ego Taylora, i posiadał tytuł do 9 kwietnia 1984, kiedy został pokonany przez Jerry’ego Lawlera. 23 kwietnia 1984 pokonał Austina Idola w walce o AWA International Heavyweight Championship. Idol odzyskał pas w walce rewanżowej w maju 1984. 17 marca 1985 Savage pokonał kilkudziesięciokrotnego mistrza Jerry’ego Lawlera w walce o AWA Southern Heavyweight Championship i stał się heelem. Rywalizacja między Lawlerem i Savage’em była jedną z najbardziej krwawych w historii organizacji. Brali udział w walkach bez dyskwalifikacji, w klatce, w ringach z drutem kolczastym zamiast lin i w ringach otoczonych ogniem. 7 maja 1985 Savage utracił mistrzostwo w walce z Jerrym Oske. 13 maja 1985 Savage odzyskał tytuł w walce rewanżowej. 3 czerwca 1985 Jerry Lawler pokonał Savage’a i ponownie przejął tytuł. 6 czerwca 1985 Savage przegrał krwawą bitwę z Jerrym Lawlerem, po której zgodnie z ustalonymi wcześniej zasadami przegrany musiał opuścić organizację.

### World Wrestling Federation (1985–1994)

#### Pierwsze lata (1985–1988)

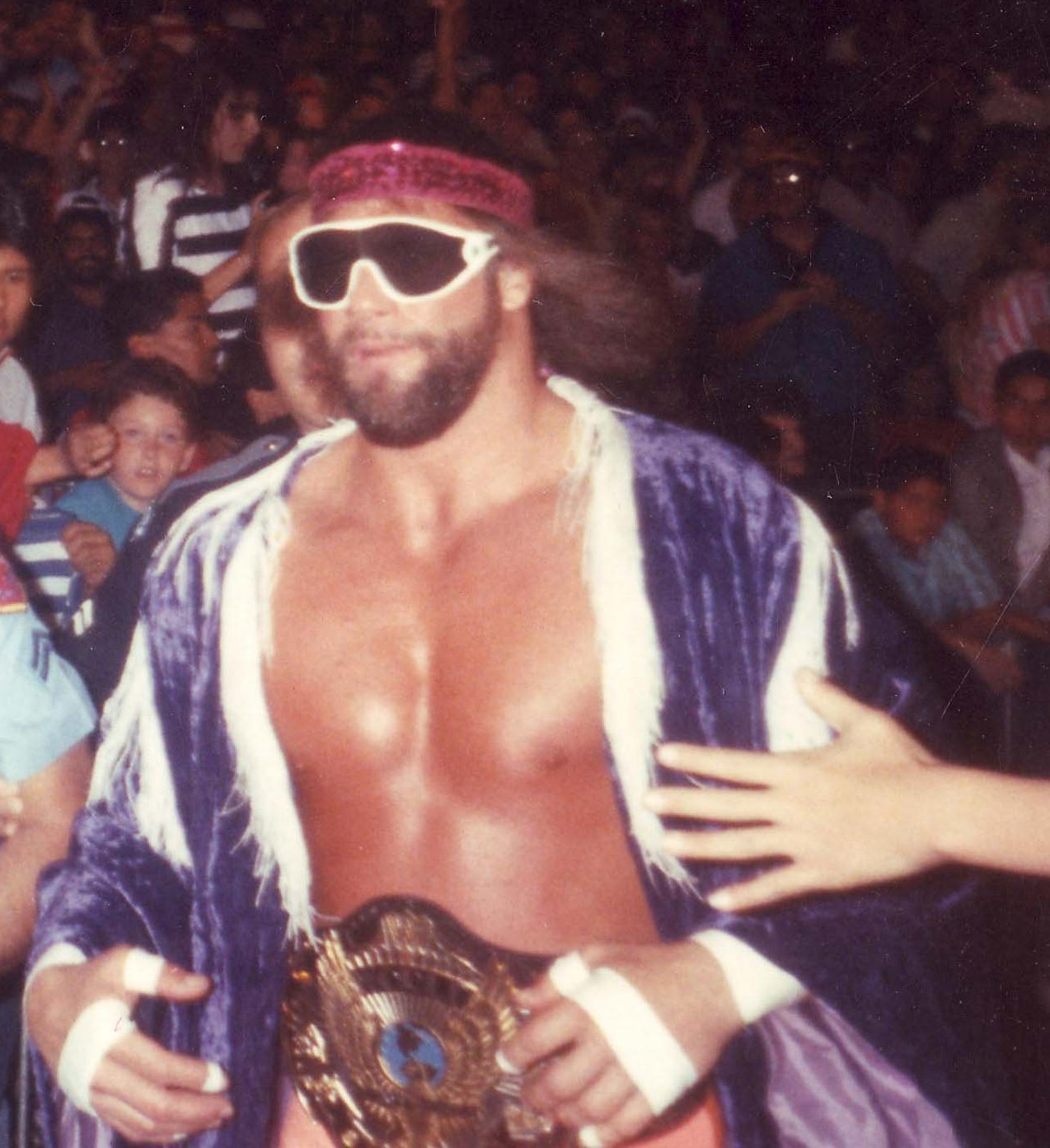
Randy Savage w latach 80. z tytułem WWF Intercontinental Heavyweight Championship

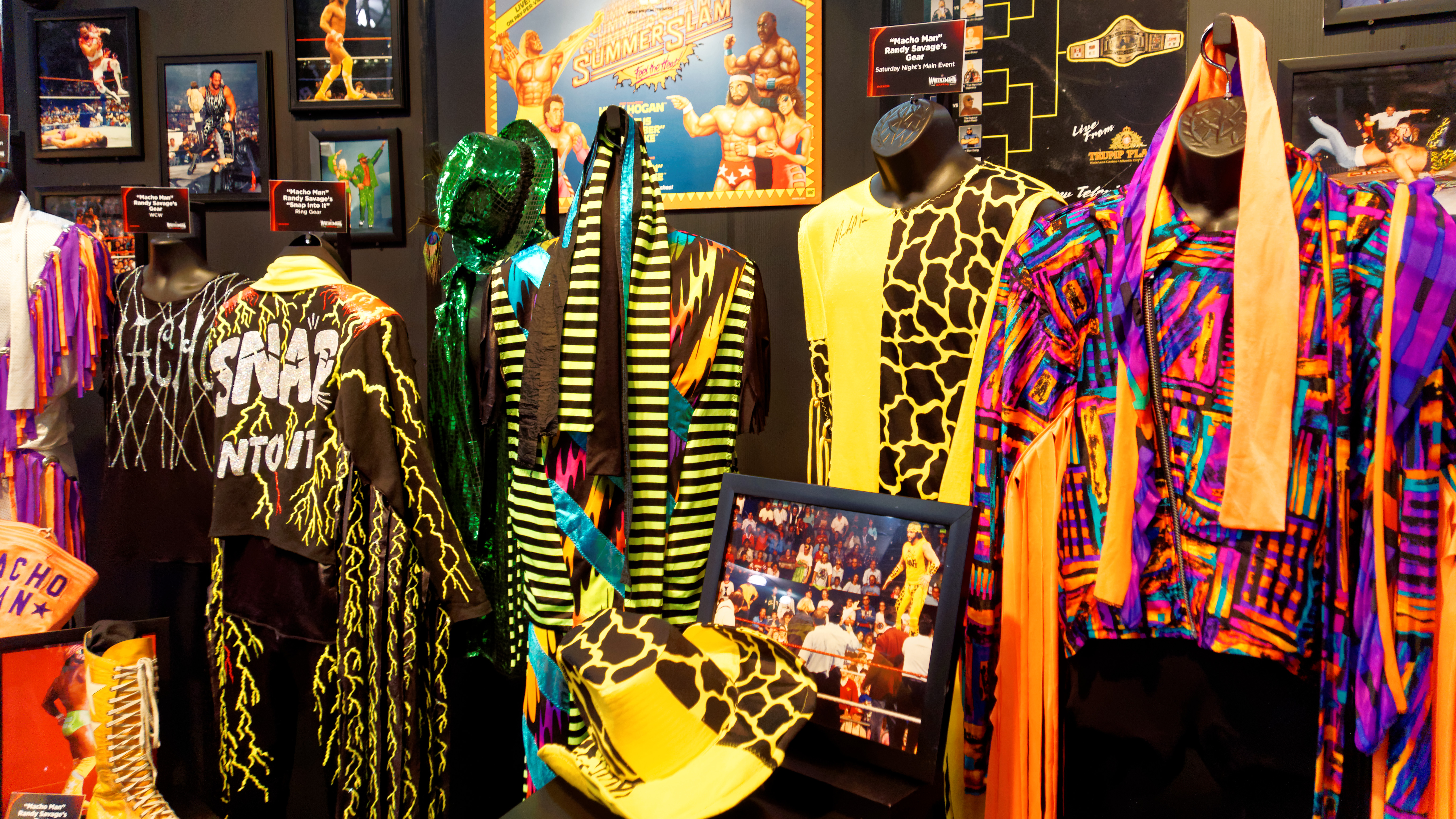
Kolekcja strojów noszonych przez Macho Mana wystawiona w czasie gali WrestleMania XXX

W 1985 podpisał kontrakt z World Wrestling Federation (WWF) i został mu nadany pseudonim Macho Man. Nadal odgrywał rolę heela. Przed walkami był zapowiadany jako zawodnik z Sarasoty w stanie Floryda.
30 lipca o względy wrestlera zabiegali menedżerowie Bobby Heenan, Mr. Fuji, Freddy Blassie, Jimmy Hart i Johnny Valiant. Randy Savage odrzucił jednak wszystkie propozycje i wybrał swojego menedżera spoza kandydatów. Była to elegancka kobieta Miss Elizabeth. Komentator Vince McMahon przyrównał jej wygląd do gwiazdy filmowej. W rzeczywistości (poza kayfabe) Miss Elizabeth byłą żoną Randy’ego Savage’a od 30 grudnia 1984. Savage rywalizował z takimi wrestlerami jak Bruno Sammartino, George Steele i Ricky Steamboat.
7 listopada 1985 na gali The Wrestling Classic wziął udział w turnieju Wrestling Classic Tournament. Pokonał kolejno Ivana Putskiego, Ricky’ego Steamboata i The Dynamite Kida i doszedł do finału, w którym przegrał z The Junkyard Dogiem.
8 lutego 1986 pokonał Tito Santanę w walce o WWF Intercontinental Championship. Wielokrotnie wyzywał Hulka Hogana na pojedynek o najwyższe mistrzostwo organizacji WWF Heavyweight Championship. 7 kwietnia 1986 na gali WrestleMania 2 wygrał pojedynek z George’em “The Animal” Steelem, w którym stawką było mistrzostwo i usługi menedżerskie Miss Elizabeth. W listopadzie 1986 w walce przeciwko Ricky’emu Steamboatowi użył gongu znajdującego się w pobliżu ringu i uszkodził przeciwnikowi gardło. Kilka tygodni później, gdy Steamboat wrócił do zdrowia obaj wrestlerzy rozpoczęli krwawą rywalizację. 29 marca 1987 zmierzyli się w walce o tytuł na Wrestlemanii III. W czasie pojedynku niespodziewanie pojawił się George „The Animal” Steele, który zepchnął Savage’a ze słupka, gdy ten przygotowywał się do skoku na przeciwnika. Chwilę później Steamboat przypiął mistrza i wygrał walkę. Walka Savage’a i Steamboata jest uważana za jedną z najlepszych w historii WWF. 24 lutego 2017 WWE umieściło ją na 3 miejscu listy 100 najlepszych walk, które trzeba zobaczyć przed śmiercią.
4 września 1987 wziął udział w turnieju King of the Ring i wygrał pokonując kolejno Nikolaia Volkoffa, Jima Brunzella, Danny’ego Davisa, a w finale King Konga Bundy’ego.
W 1987 Macho Man powoli stawał się face’em. 3 października 1987 na gali Saturday Night’s Main Event XII wyzwał mistrza WWF Intercontinental Heavyweight Championship, Honky Tonk Mana, do walki o mistrzostwo. Walka przerodziła się jednak w chaos. Bret Hart i Jim Neidhart wtargnęli na ring i razem z Honky Tonk Manem bili i poniżali Savage’a. Wtedy Miss Elizabeth sprowadziła na pomoc Hulka Hogana, który obronił Macho Mana.
26 listopada 1987 na gali Survivor Series wziął udział w walce 5 na 5 z eliminacjami. Randy Savage był w drużynie z Jakiem Robertsem, Rickym Steamboatem, Brutusem Beefcakiem i Jimem Dugganem. W ich narożniku była też Miss Elizabeth. Pokonali oni The Honky Tonk Mana, Herculesa, Danny’ego Davisa, Rona Bassa i Harleya Race’a. W narożniku pokonanych znajdowali się też Bobby Heenan i Jimmy Hart. Savage wyeliminował Herculesa w 21 minucie przez przypięcie.

#### WWF World Heavyweight Champion (1988–1989)
27 marca 1988 wziął udział w turnieju, w którym nagrodą był pas WWF World Heavyweight Championship, i wygrał. Pokonał kolejno Butcha Reeda, Grega Valentine’a, The One Man Gang, a w finale Teda DiBiasego. Ponieważ DiBiasemu pomagał André the Giant, Savage’owi przyszedł z pomocą Hulk Hogan. Tego samego wieczoru Savage i Hogan oficjalnie utworzyła tag team o nazwie The Mega Powers. 29 sierpnia na gali SummerSlam duet zmierzył się z DiBiasim i Giantem w walce, która miała zakończyć ich rywalizację. Miss Elizabeth odwróciła uwagę przeciwników zdejmując swoją spódniczkę i tym samym pomogła The Mega Powers wygrać walkę. Później wielokrotnym pretendentem był Ted Debiase, a 26 listopada Savage walczył o tytuł z André the Giantem – walka zakończyła się podwójną dyskwalifikacją, co oznaczało, że mistrzostwo nie zmieniło posiadacza.
16 października 1988 wziął udział w turnieju King of the Ring. Pokonał Virgila w pierwszej rundzie, pominął ćwierćfinał, pokonał The Red Roostera w półfinale i przegrał z Teda DiBiase w finale.
24 listopada 1988 na gali Survivor Series The Mega Powers byli w jednej drużynie z Herculesem, Hillbilly Jimem i Koko B. Ware. W ich narożniku znajdowała się też Miss Elizabeth. Razem w walce 5 na 5 z eliminacjami pokonali Akeema, Big Boss Mana, Teda DiBiasego, Haku oraz The Red Roostera. W narożniku przeciwników znajdowali się też Slick, Bobby Heenan i Virgil. Savage wyeliminował Red Roostera i Teda DiBiasego. Po gali Hulk Hogan również przyjął Miss Elizabeth jako swojego menedżera, z czego Savage był niezadowolony.
15 stycznia 1989 wziął udział w głównej walce na Royal Rumble. Wszedł jako piętnasty i wyeliminował Grega Valentine’a oraz Shawna Michaelsa, ale został przypadkiem wyeliminowany przez Hulka Hogana. Obaj wrestlerzy zaczęli się kłócić, jednak między nimi stanęła pojednawczo Miss Elizabeth.
W 1989 The Mega Powers rywalizowali z Akeemem i Big Boss Manem. Jedną z walk stoczyli 3 lutego – Savage niechcący znokautował Miss Elizabeth poważnie ją kontuzjując. Hogan pozostawił partnera w ringu żeby odnieść Miss Elizabeth na zaplecze, gdzie zajęli się nią medycy. Savage nie mógł sobie sam poradzić z dwoma przeciwnikami, ale Elizabeth namówiła Hogana żeby ten wrócił na ring. Hogan wrócił, dokończył walkę sam i wygrał pojedynek. Po walce poszedł za kulisy aby zobaczyć się z Elizabeth, ale zamiast niej zastał Savage’a, który oskarżył Hogana o spiskowanie przeciwko niemu i próby odebrania mu kochanki oraz tytułu mistrzowskiego. Następnie uderzył partnera swoim pasem mistrzowskim i zaczął go bić oraz poniżać. Brutus Beefcake przybył Hoganowi na pomoc, ale również został pobity. Savage stał się heelem nie stroniącym od łamania zasad.
Przed zaplanowaną na gali Wrestlemania V walką Savage’a i Hulka Hogana Miss Elizabeth musiała podjąć decyzję w czyim narożniku będzie menedżerem, co przykuło szczególną uwagę mediów WWF. 11 marca ogłosiła, że w czasie tej walki nie pojawi się w którymkolwiek narożniku. 2 kwietnia 1989 na gali Wrestlemania V Hulk Hogan pokonał Savage’a i zwyciężając odebrał mu tytuł WWF Heavyweight Championship.

#### Rola heela (1989–1991)

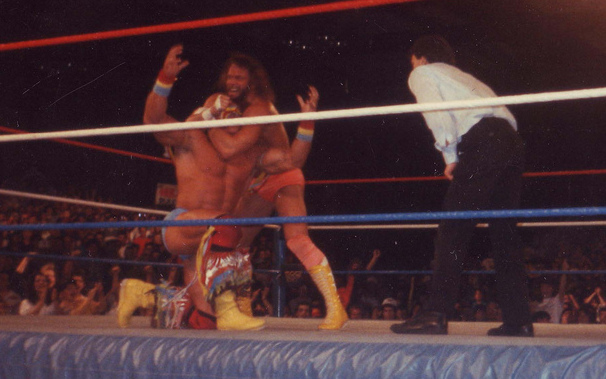
Randy Savage zakłada chwyt chinlock The Ultimate Warriorowi na gali WrestleMania VII

Po utracie tytułu Savage wypowiedział wojnę Hulkamanii (tak określano mainstreamowy fenomen Hulka Hogana). W 1989 obaj wrestlerzy stoczyli ze sobą wiele walk, które Savage zawsze przegrywał. Miss Elizabeth nadal była menedżerem Hulka Hogana, natomiast Macho Man na swojego nowego menedżera wybrał „Sensational” Sherri Martel. Savage sprowadził też do WWF Zeusa, który zmierzył się wcześniej z Hoganem w filmie Wszystkie chwyty dozwolone i przegrał. 28 sierpnia 1989 Hulk Hogan i Brutus Beefcake pokonali Randy’ego Savage’a i Zuesana gali SummerSlam.
30 sierpnia 1989 pokonał Jima Duggana w walce o honorowy tytuł króla WWF. Od tego momentu Randy Savage był także znany jako The Macho King, a jego menedżerka „Sensational” Sherri Martel – Queen Sherri. 23 listopada na gali Survivor Series grupa The King’s Court, w której byli Randy Savage, Canadian Earthquake, Dino Bravo i Greg Valentine wspierani w narożniku przez Jimmy’ego Harta i Queen Sherri, pokonała Jima Duggana, Breta Harta, Ronnie Garvina i Herculesa w walce 4 na 4 z eliminacjami 21 stycznia 1990 wziął udział w głównej walce na gali Royal Rumble, z której został wyeliminowany jako 4 przez Dusty’ego Rhodesa. Sam wyeliminował Jake’a Robertsa, a walkę wygrał Hulk Hogan.
1 kwietnia 1990 na gali WrestleMania VI wziął udział w pierwszej w historii WWF walce, w której brali udział i mężczyźni i kobiety. Dusty Rhodes i Sapphire pokonali Macho Kinga i Queen Sherri dzięki interwencji Miss Elizabeth. Gdy sędzia był zajęty próbą rozdzielenia Savage’a i Rhodesa, którzy siłowali się w narożniku, Elizabeth pomogła powalić Sherii, a Sapphire pomyślnie przypięła przeciwniczkę. Macho Man i Dusty Rhodes ponownie zmierzyli się 27 sierpnia na gali SummerSlam – tym razem wygrał Savage.
19 stycznia 1991 na gali Royal Rumble, wbrew zasadom, Savage pomógł Sgt. Slaughterowi pokonać The Ultimate Warriora w walce o należący do Warriora pas WWE World Heavyweight Championship. Sherri Martel rozkojarzyła mistrza, a Macho King uderzył go w głowę niedozwolonym przedmiotem. Tego wieczoru Savage miał też wystąpić w głównej walce Royal Rumble, lecz choć został wylosowany jako osiemnasty, nie pojawił się, gdyż w międzyczasie został wygoniony z budynku przez Warriora.
24 marca 1991 na gali WrestleMania VII Randy Savage zmierzył się z The Ultimate Warriorem w walce, w której przegrany miał być zmuszony do przejścia na emeryturę. Savage przegrał, a jego rozczarowana menedżerka Sherri Martel zaczęła go kopać gdy leżał nieprzytomny w ringu. Wtedy siedząca na widowni Miss Elizabeth wbiegła na ring i wyrzuciła z niego Sherri. Początkowo Savage myślał, że to właśnie Elizabeth go kopała, ale kiedy zrozumiał co się wydarzyło, on i Elizabeth pogodzili się, a Macho Man znowu stał się face’em.

#### Różne rywalizacje i wydarzenia (1991–1994)
Na emeryturze Randy Savage zajął się komentatorstwem w WWF i oświadczył się Miss Elizabeth, która przyjęła oświadczyny słowami Oooh, yeah. Pobrali się 26 sierpnia 1991 w ringu na gali SummerSlam. Ich ślub został nazwany A Match Made in Heaven (pl. Dopasowanie stworzone w niebie – jest to gra słów, gdyż Match może równie dobrze oznaczać dopasowanie, jak też mecz, walkę). W rzeczywistości jednak Randy i Elizabeth Poffo byli małżeństwem od 1984, a w 1991 byli w separacji. Później, w czasie wesela Jake „The Snake” Roberts wręczył nowożeńcom zapakowany prezent. Gdy otworzyli pudełko, okazało się, że w środku jest żywa kobra królewska. Kilka tygodni później Savage został fizycznie zaatakowany przez Robertsa, a potem ugryziony w biceps przez kobrę należącą do napastnika. Macho Man wielokrotnie prosił prezesa WWF w kayfabe, Jacka Tunneya, aby pozwolił mu wrócić do kariery wrestlerskiej. W końcu Tunney się zgodził.
3 grudnia 1991 Savage zmierzył się z Jakiem Robertsem na gali Tuesday in Texas. Savage wygrał, ale po walce Roberts brutalnie atakował przeciwnika. Elizabeth weszła na ring prosząc napastnika aby przestał. W odpowiedzi Roberts uderzył ją w twarz. Zapoczątkowało to rywalizację między nim, a Savage’em, która zakończyła się 8 lutego 1992, kiedy Savage pokonał Robertsa na gali Saturday Night Main Event.
19 stycznia 1992 wziął udział w głównej walce na gali Royal Rumble, w której główną nagrodą był tytuł World Heavyweight Championship. Wszedł jako dwudziesty-pierwszy. W czasie tej walki miał miejsce kontrowersyjny incydent, kiedy to Macho Man będąc w ringu wskoczył na najwyższą linę i zeskoczył na znajdującego się przy ringu Jake’a Robertsa. W kayfabe wypadnięcie z ringu przez najwyższą linę oznacza eliminację, jednak ponieważ to zdarzenie nie było planowane, Savage nadal uczestniczył w walce, a komentatorzy Gorilla Monsoon i Bobby Heenan mieli problem z wyjaśnieniem sytuacji. Monsoon stwierdził, że wrestler nie może zostać wyeliminowany, jeśli opuści ring niewyrzucony przez przeciwnika, choć wcześniej, w czasie Royal Rumble z 1989, w taki sposób wyeliminował się André the Giant. Savage wyeliminował Jake’a Robertsa i Col. Mustafę. Ostatecznie został wyeliminowany jako dwudziesty-siódmy przez Sida Justice'a, a walkę wygrał Ric Flair.
Nadal posiadający mistrzostwo WWF World Heavyweight Ric Flair publicznie twierdził, że ma romans z Miss Elizabeth, prowokując w ten sposób Randy’ego Savage’a. Obaj wrestlerzy zmierzyli się 5 kwietnia 1992 na gali WrestleMania VIII, w walce o mistrzostwo. Savage zwyciężył i zdobył pas po raz drugi w swojej karierze. 5 kwietnia na gali SummerSlam mistrz zmierzył się z The Ultimate Warriorem w walce o tytuł i przegrał w wyniku interwencji Rica Flaira i Mr Perfecta. Jednak ponieważ zwycięstwo nastąpiło poprzez wyliczenie, tytuł nie zmienił właściciela. Ric Flair odzyskał pas pokonując Savage’a 1 września w odcinku Superstars. W walce pretendent wykorzystywał kontuzję nogi swojego przeciwnika.
14 października 1992, w odcinku Saturday Night Main Event, Savage i The Ultimate Warrior jako tag team The Ultimate Maniacs (pl. Ostateczni Maniacy) podjęli próbę pokonania drużyny Money Inc. (Irwin R. Schyster i Ted DiBiase) w walce o tytuł WWF Tag Team Championship, jednak przegrali to starcie. 25 listopada na gali Survivor Series Mr. Perfect i Randy Savage pokonali w walce tag teamów Razora Ramona i Rica Flaira przez dyskwalifikację.
24 stycznia 1993 wziął udział w głównej walce na gali Royal Rumble. Wszedł jako 30 (ostatni) i wyeliminował Repo Mana Gdy w ringu pozostał tylko on i Yokozuna, Savage powalił przeciwnika i próbował go przypiąć, choć w tego typu walkach przypięcia się nie liczą. Yokozuna to wykorzystał i wyrzucił Macho Mana z ringu, tym samym wygrywając walkę.
4 października 1993 uczestniczył w walce 20 osób, która miała wyłonić nowego posiadacza WWF Intercontinental Championship. Wygrali ex aequo Razor Ramon i Rick Martel. 4 kwietnia 1993 na gali Wrestlemania IX i 13 czerwca na gali King of the Ring był komentatorem. 11 października 1993 pokonał Jerry’ego Lawlera w walce o USWA Unified World Heavyweight Championship. Jego panowanie zakończyło się zwakowaniem tytułu 20 listopada, gdyż organizacje USWA i WWF czasowo przerwały współpracę. 24 listopada na Survivor Series wziął udział w walce 4 na 4 z eliminacjami. Marty Jannetty, Randy Savage, Razor Ramon i The 1-2-3 Kid pokonali Adama Bomba, Diesela, Irwina R. Schystera i Ricka Martela. 22 stycznia 1994 wziął udział w głównej walce na gali Royal Rumble – wszedł jako jedenasty, wyeliminował Jeffa Jarretta, a potem sam został wyeliminowany przez Crusha. 20 marca 1994 na gali WrestleMania X pokonał Crusha w walce typu Falls couns everywhere. W listopadzie 1994 jego kontrakt w WWF stracił ważność i Savage rozstał się z firmą po dziewięciu latach.

### World Championship Wrestling (1994–2000)
Pod koniec 1994 dołączył do World Championship Wrestling (WCW). Kilka tygodni później dołączył tam również Hulk Hogan. Razem wielokrotnie występowali jako tag team rywalizujący ze stajnią The Dungeon of Doom. Ponadto Savage kontynuował w WCW rozpoczętą w WWF rywalizację z Rikiem Flairem.
W 1995 wziął udział w turnieju WCW United States Heavyweight Title Tournament, w którym nagrodą był pas WCW United States Heavyweight Championship. 12 kwietnia pokonał The Butchera i przeszedł do kolejnej rundy. 11 maja odpadł z turnieju, gdy jego walka z Rikiem Flairem zakończyła się bez rozstrzygnięcia.
26 listopada 1995 wygrał Battle Royal zorganizowany na trzech ringach, w którym wzięło udział 60 osób. Nagrodą był pas WCW World Heavyweight Championship. Panowanie Savage’a zakończyło się jednak 27 listopada 1995, gdy został pokonany przez Rica Flaira, który przejął tytuł. Randy Savage wygrał walkę rewanżową o tytuł 22 stycznia 1996 dzięki niespodziewanej pomocy Arna Andersona. 11 lutego 1996 na gali SuperBrawl VI rywale wzięli udział w walce typu Steel Cage match. Nagrodą w walce było mistrzostwo WCW World Heavyweight Championship. Flaira w narożniku wspierała Woman, a Savage’a Elizabeth. Niespodziewanie Elizabeth zdradziła Savage’a podając swój but Flairowi, który wykorzystał go aby wygrać walkę i odzyskać tytuł. Od tej pory Miss Elizabeth była menedżerem Flaira i stajni The Four Horsemen.
19 maja 1996 wziął udział w turnieju Lord of the Ring. Jego partnerem był Ric Flair. W pierwszej rundzie razem pokonali Arna Andersona i Eddiego Guerrero. Odpadli w półfinale pokonani przez tag team The Public Enemy (Johnny Grunge i Rocco Rock).
W 1996 właściciel World Championship Wrestling, Eric Bischoff, próbował zaadaptować w swojej organizacji wątek inwazji, który wcześniej pojawił się w New Japan Pro-Wrestling. Sprowadził do WCW Scotta Halla i Kevina Nasha, dwie popularne gwiazdy World Wrestling Federation. W rzeczywistości Bischoff chciał w ten sposób przekonać fanów, że WWF przeprowadza inwazję na WCW, chcąc zniszczyć organizację od środka. 7 lipca na Bash at the Beach miał miejsce pojedynek 3 na 3 między zawodnikami wiernymi organizacji, a najeźdźcami. WCW reprezentował Randy Savage, Lex Luger i Sting. Inwazję reprezentował Scott Hall, Kevin Nash i tajemnicza trzecia osoba, która nie pojawiła się jednak w ringu na czas. We wczesnej fazie pojedynku Luger został kontuzjowany. W trakcie walki w wejściu na arenę pojawił się Hulk Hogan, który powoli szedł w stronę ringu wspierany przez publiczność. Niespodziewanie zaatakował swojego przyjaciela Savage’a ciosem wykańczającym. Po walce wygranej przez najeźdźców, Hogan zaczął obrażać zgromadzony tłum i ogłosił, że zakłada z Hallem i Nashem stajnię o nazwie New World Order (nWo). Później do stajni dołączyła też była menedżer Savage’a Miss Elizabeth, która z powodu bycia jedyną kobietą w zespole nie była dobrze traktowana. 27 października na gali Halloween Havoc mistrz Hulk Hogan pokonał Randy’ego Savage’a w walce o WCW World Heavyweight Championship. W końcu Savage zdecydował się dołączyć do nWo i po raz kolejny pogodził się z Miss Elizabeth, odnawiając ich partnerstwo zawodowe. Od tej pory Savage rywalizował głównie z Diamond Dallas Page’em i Lexem Lugerem.
22 lutego 1998 na gali SuperBrawl VIII: „Total Package” Lex Luger pokonał wspieranego w narożniku przez Miss ELizabeth Randiego Savage’a. Po walce nWo chciało zaatakować, ale Lex Luger odparł ich atak, a Savage mu w tym pomógł. Hollywood Hogan poinformował wtedy Savage’a, że ten nie jest już członkiem drużyny. Później tego wieczoru Sting pokonał Hogana w walce o zwakowany WCW World Heavyweight Championship. Savage interweniował na korzyść Stinga, a po walce obaj spryskali nieprzytomnego Hogana czarną farbą. Savage i Sting zawarli sojusz, który jednak nie trwał długo i wkrótce zaczęli rywalizować o tytuł mistrzowski. 19 kwietnia 1998 na gali Spring Stampede w Denver pokonał Stinga w walce o tytuł WCW World Heavyweight Championship dzięki pomocy Hollywood Hogana i Kevina Nasha, ale następnego dnia w Colorado Springs sam został pokonany przez Hollywood Hogana, który przejął tytuł. Później w 1998 Savage na pewien czas zawiesił swoją karierę.
Gdy Savage wrócił do walk, zmienił swój wygląd i charakter. Był heelem, a jego nowym valetem została jego nowa dziewczyna, dwudziestodwuletnia Gorgeous George (Stephanie Bellars). 11 lipca 1999 pokonał Kevina Nasha w walce o tytuł WCW World Heavyweight Championship. Była to walka tag teamów – Savage’owi towarzyszył Sid Vicious, a Nashowi Sting. Następnego dnia w odcinku Nitro został pokonany przez Hulka Hogana, który przejął tytuł. 3 maja 2000 wziął udział w Battle Royal, którego zwycięzca miał być nagrodzony mistrzostwem. Walkę wygrał jednak Ric Flair. Kiedy kontrakt Savage’a z World Championship Wrestling stracił ważność, firma odmówiła zaproponowania mu nowego kontraktu.

### Powrót do walk (2004 – 2005)
7 listopada 2004 pojawił się w ringu Total Nonstop Action Wrestling (TNA), gdzie ogłosił, że w mieście jest nowy szeryf, co oznaczało powrót z emerytury. Rywalizował głównie z Jeffem Jarrettem, Kevinem Nash i Scottem Hallem, jednak kilkukrotnie w ciągu kolejnych kilku miesięcy zawieszał swoją karierę z przyczyn zdrowotnych i z obaw o niebezpieczne warunki pracy. Ostatecznie wystąpił w TNA tylko kilka razy. Od stycznia 2005 występował w World League Wrestling. W czerwcu 2005 ponownie przeszedł na emeryturę z powodu kontuzji pleców.

## Inne media

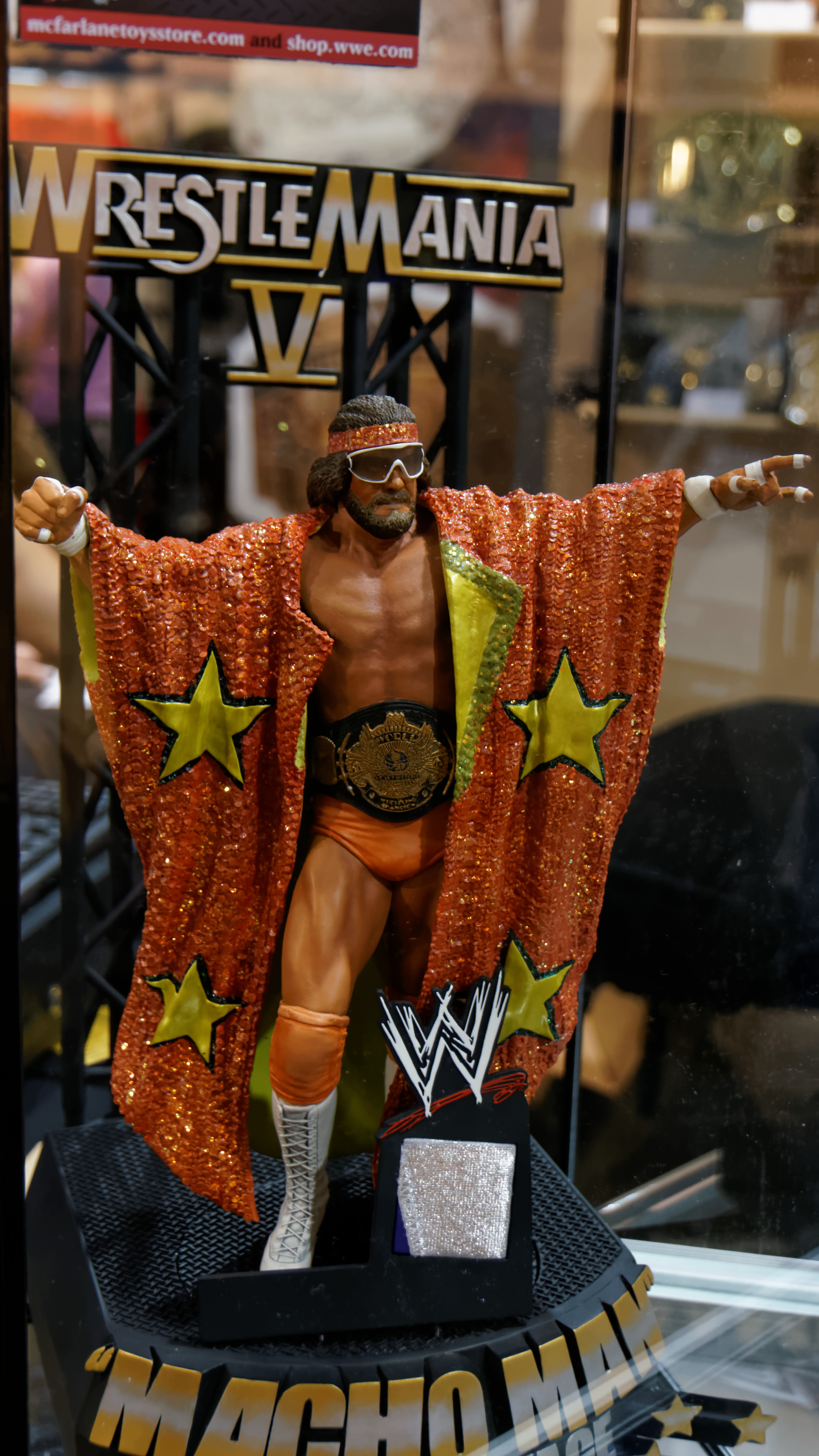
Figurka przedstawiająca Randiego Savage’a wyprodukowana przez McFarlane Toys

Po zakończeniu kariery w 2000 zajął się reklamowaniem mięsnych przekąsek Slim Jim firmy ConAgra Foods.
7 października 2003 wydał album hip-hoppowy o nazwie Be a man!, w którym jak sam twierdził, po raz pierwszy miał okazję żeby przemówić szczerze do fanów. W jednym z jego utworów gościł bardziej doświadczony raper, DJ Kool. Utwór My Perfect Friend poświęcił swojej przyjaźni ze zmarłym trzy lata wcześniej Curtem Henningiem (wrestler znany jako Mr. Perfect). W tytułowym utworze Be a Man zarzucił Hulkowi Hoganowi, że zmiękł i nie chce mieć z Savage’em nim nic wspólnego, mimo że fani chcą zobaczyć ich jeszcze raz walczących przeciwko sobie w ringu. Savage zaprasza rywala do walki na gali WrestleMania XX. Album zebrał negatywne recenzje krytyków.

### Filmografia

#### Filmy
| Rok                             | Film              | Rola                     | Dodatkowe informacje          |
| ------------------------------- | ----------------- | ------------------------ | ----------------------------- |
| 2009                            | Super Atylla      | Bandyta                  | Direct-to-video, dubbing      |
| 2008                            | Super Rhino       | Zbir                     | Film krótkometrażowy, dubbing |
| 2008                            | Piorun            | Zbir                     | Dubbing                       |
| 2008                            | Glago's Guest     |                          | Film krótkometrażowy, dubbing |
| 2002                            | Spider-Man        | Bone Saw McGraw          |                               |
| 2000                            | Kibice do dzieła! | Randy „Macho Man” Savage |                               |
| Źródło: Internet Movie Database |                   |                          |                               |

#### Seriale
| Rok                             | Serial                            | Odcinek                                                             | Rola                           | Dodatkowe informacje |
| ------------------------------- | --------------------------------- | ------------------------------------------------------------------- | ------------------------------ | -------------------- |
| 2007                            | Bobby kontra wapniaki             | Sezon 11, odcinek 11: Bill, Bulk and the Body Buddies               | Goryl                          | Dubbing              |
| 2006                            | The X’s                           | Sezon 1, odcinek 18: The Haunting of Home Base                      | Sasquatch                      | Dubbing              |
| 2005                            | The X’s                           | Sezon 1, odcinek 3: Photo Ops/Boy’s Best Friend                     | Sasquatch                      | Dubbing              |
| 2003                            | Whatever Happened to Robot Jones? | Sezon 2, odcinek 2: Family Vacation/Hair                            | Motocyklista                   | Dubbing              |
| 2003                            | Kaczor Dodgers                    | Sezon 1, odcinek 12: Królowa jest wściekła/Powrót do akademii       | Sierżant Emily Dickinson Jones | Dubbing              |
| 2001                            | Nikki                             | Sezon 1, odcinek 14: Fallback                                       | James „Pretty Boy” Carter      |                      |
| 1999                            | Szaleję za tobą                   | Sezon 7, odcinek 12: Separate Beds                                  | Randy „Macho Man” Savage       |                      |
| 1999                            | Strażnik Teksasu                  | Sezon 8, odcinek 9: Fight or Die                                    | Whitelaw Lundren               |                      |
| 1999                            | Family Guy                        | Sezon 4, odcinek 2: The Cleveland-Loretta Quagmire                  | Randy „Macho Man” Savage       | Dubbing              |
| 1999                            | Arli$$                            | Sezon 4, odcinek 8: To Thine Own Self Be True                       | Randy „Macho Man” Savage       |                      |
| 1997                            | The Weird Al Show                 | Sezon 1, odcinek 13: Al Gets Robbed                                 | Randy „Macho Man” Savage       |                      |
| 1997                            | Space Ghost Coast to Coast        | Sezon 4, odcinek 18: Piledriver                                     | Leonard Ghostal                | Dubbing              |
| 1996                            | Słoneczny patrol                  | Sezon 6, odcinek 15: Bash at the Beach                              | Randy „Macho Man” Savage       |                      |
| 1996                            | Laboratorium Dextera              | Sezon 1, odcinek 2: Zbijany/M jak Małpa: Rasslor/Asystentka Dextera | Rasslor                        | Dubbing              |
| Źródło: Internet Movie Database |                                   |                                                                     |                                |                      |

### Gry komputerowe
Postać Randiego Savage’a pojawiła się w 26 grach. Były to:
- 6 gier z serii WCW: WCW vs. nWo: World Tour (N64, 1997), Virtual Pro Wrestling 64 (N64, 1997), WCW Nitro (PS, 1998), WCW/nWo Revenge (N64, 1998), WCW/nWo Thunder (PS, 1998), WCW Nitro (N64, PC, 1999), WCW Mayhem (N64, GB, PS, 1999)
- Fire Pro Wrestling (GB, GBA, 2001) pod nazwą Slim Jim Mr. Mann
- Showdown: Legends Of Wrestling (Xbox, PS2, 2004)
- 19 gier z serii WWE: WWF Wrestlemania Challenge (NES, 1990), WWF Superstars (GB, 1991), WWF Wrestlemania: Steel Cage Challenge (NES,1992), WWF Super Wrestlemania (Genesis, 1992), WWF Superstars 2 (GB, 1992), WWF European Rampage Tour (C64, 1992), WWF Wrestlemania: Steel Cage Challenge (SMS, 1992), WWF Super Wrestlemania (SNES, 1992), WWF Royal Rumble (Genesis, 1993), WWF Royal Rumble (NES, SNES, 1993), WWF King of the Ring (NES, GB, 1993), WWF Rage In The Cage (SCD, 1993), WWE All-Stars (Wii, 3DS, Xbox360, PS2, PS3, PSP, 2011), w DLC Legends Pack z 2012 do gry WWE '12 (Wii, Xbox360, PS3, 2011), WWE 2K14 (Xbox360, PS3, 2013), pod nazwą Macho King w DLC Path of the Warrior z 2015 do gry WWE 2K15 (Xbox360, XboxOne, PS3, PS4, PC, 2014), WWE 2K16 (Xbox360, XboxOne, PS3, PS4, PC, 2015), WWE 2K17 (Xbox360, XboxOne, PS3, PS4, PC, 2016) i WWE 2K18 (XboxOne, PS4, PC, Switch, 2017)

#### Dubbing
| Rok  | Gra              | Rola                     |
| ---- | ---------------- | ------------------------ |
| 2009 | Cars Race-O-Rama | El Machismo              |
| 1998 | WCW: Nitro       | Randy „Macho Man” Savage |
| 1987 | WWF Superstars   | Randy „Macho Man” Savage |

## Życie prywatne
Jest synem Judy Poffo i wrestlera Angelo Poffo, który w czasie służby w amerykańskiej marynarce zasłynął z rekordu wykonywania przysiadów 4 lipca 1945 w bazie Naval Base w San Diego. Wykonał 6033 przysiady w 4 godziny i 10 minut.
Pracując w organizacji wrestlerskiej swojego ojca, ICW, poznał Elizabeth Ann Hulette, która pracowała w tej firmie jako operatorka kamery, a później konferansjerka. Poślubił ją 30 grudnia 1984. Od 30 lipca 1985, kiedy Randy Savage pracował w World Wrestling Federation, jego żona odgrywała rolę jego menedżera w wrestlingu i przyjęła pseudonim Miss Elizabeth, choć w kayfabe nie była jeszcze jego żoną. Z relacji współpracowników Savage’a, Tito Santany, Bad News Browna, George’a “The Animal” Steele’a, Bobby’ego Heenana, a także jego brata Lanny’ego Poffo, Savage był zazdrosny i nadopiekuńczy wobec swojej żony. Z relacji wynika, że miał ją zamykać samą w szatni i zabraniał poruszać się bez niego po arenie. Wątek konfliktu Savage’a, Elizabeth i Hulka Hogana w WWF miał być oparty na faktach i prawdziwych napięciach w zespole The Mega Powers. Gdy w kayfabe Savage poślubił swoją menedżerkę 26 sierpnia 1991, w rzeczywistości ich małżeństwo było już w stanie separacji. Rozwiedli się w kwietniu 1992, choć prawie do końca kariery występowali jako małżeństwo w kayfabe.
10 maja 2010 w Sarasocie, w stanie Floryda ożenił się po raz drugi z o dwa lata młodszą Barbarą Lynn z domu Payne (ur. w South Pittsburg, Tennessee). W ich ślubie na Lido Beach wzięła udział tylko najbliższa rodzina. Przyszli nowożeńcy poznali się w 1974, również w Sarasocie. W tym czasie Poffo grał w małej lidze baseballowej dla Tampa Tarpons, a Payne chodziła do szkoły sztuki i projektanctwa Ringling School of Art and Design. Umawiali się przez dwa lata. Po trwającym 26 lat rozstaniu znów zaczęli się spotykać od 2001. Do końca życia mieszkali w Seminole, w stanie Floryda.

## Śmierć
20 maja 2011 przejeżdżał Jeepem Wranglerem przez Seminole w hrabstwie Pinellas w stanie Floryda. Około godziny 9:25 doznał masywnego zawału mięśnia sercowego, stracił panowanie nad pojazdem i rozbił się o drzewo. W samochodzie znajdowała się też jego żona, Barbara Lynn Poffo, która doznała obrażeń, ale jej stan był stabilny. Savage został przewieziony do szpitala Largo Medical Center w Largo, gdzie zmarł w wieku 58 lat. 28 lipca patrol drogowy stanu Floryda na podstawie autopsji ogłosił, że przyczyną śmierci była choroba niedokrwienna serca. Badania toksykologiczne wykryły u zmarłego paracetamol, kofeinę, dihydrokodeinę, doksyloaminy i jej metabolity, hydrokodon oraz zawartość alkoholu we krwi 0,03 grama na dekalitr.

## Upamiętnienie
Jego ciało zostało skremowane, a prochy rozsypane pod drzewem przy jego domu w stanie Floryda. Wcześniej wyraził wolę aby jego motyw muzyczny, Pomp And Circumstance Edwarda Elgara, nie był grany ku jego pamięci, ponieważ wcześniej używał go Gorgeous George (George Raymond Wagner) i Savage czuł się winny umniejszeniu jego popularności. W oświadczeniu wydanym po jego śmierci firma WWE nazwała Savage’a jedną z największych gwiazd swoich czasów.
29 marca 2015 został pośmiertnie wprowadzony do WWE Hall of Fame. Zapowiedział i wprowadził go Hulk Hogan, a reprezentował brat Lenny Poffo. Hulk Hogan podkreślił wkład Savage’a w rozwój Hulkamanii, a Poffo odczytał jeden z napisanych przez zmarłego wierszy. Wolą Randy’ego Savage’a było aby zostać wprowadzonym do galerii sław tylko razem ze swoim ojcem i bratem, ale Lenny Poffo postanowił nie wypełnić tej woli ze względu na oczekiwania fanów.

## Mistrzostwa i osiągnięcia
- American Wrestling Alliance

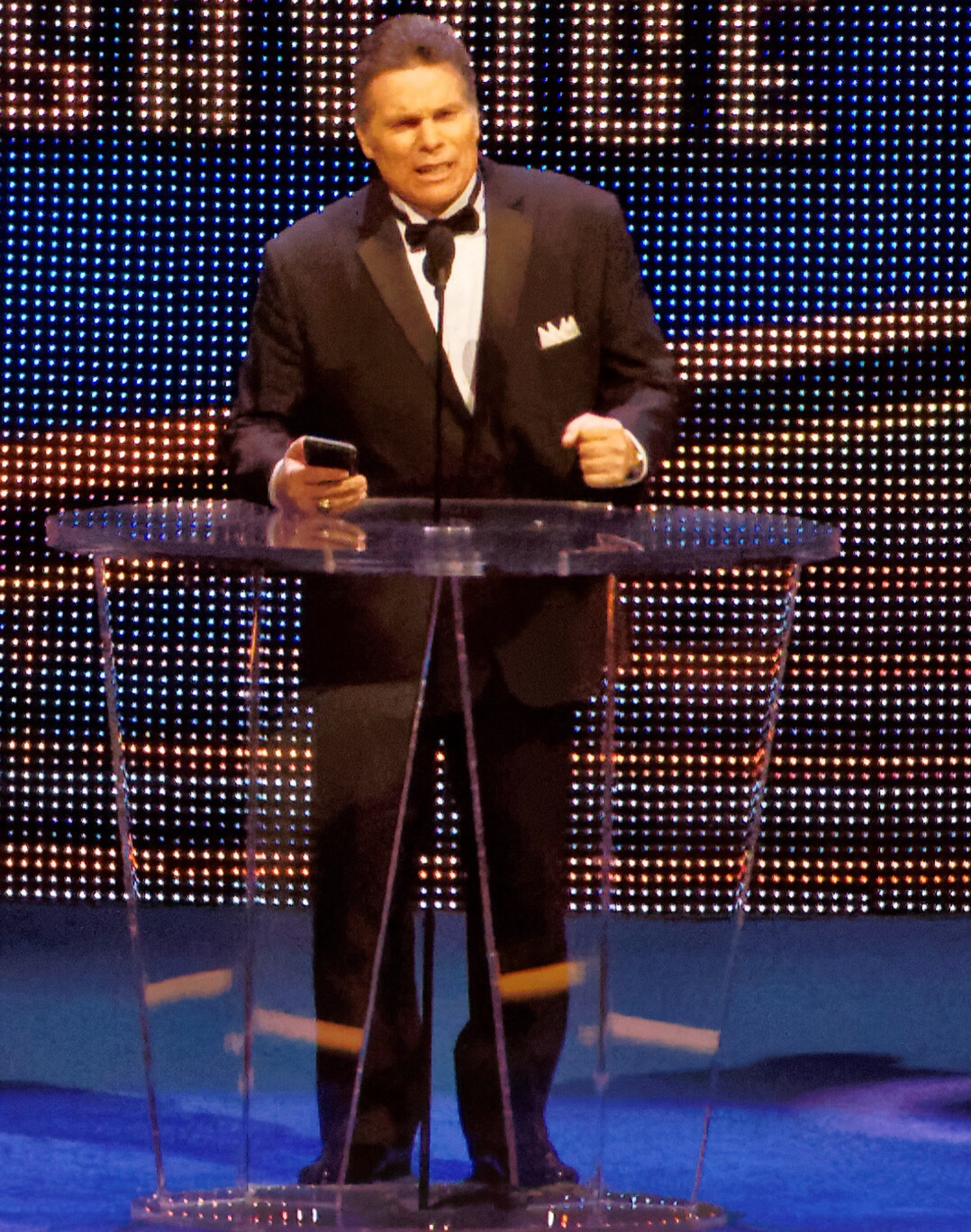
Lanny Poffo reprezentujący zmarłego brata, Randiego Savage’a, na ceremonii WWE Hall of Fame

  - AWA International Heavyweight Championship (1 raz)
  - AWA Southern Heavyweight Championship (2 razy)
- Atlantic Grand Prix Wrestling
  - AGPW International Heavyweight Championship (1 raz)
- Gulf Coast Championship Wrestling
  - NWA Gulf Coast Tag Team Championship (1 raz jako Randy Poffo – w tag teamie The Poffos z Lanny Poffo)
- National Wrestling Alliance
  - NWA Mid-America Heavyweight Championship (3 razy)
- United States Wrestling Association
  - USWA Unified World Heavyweight Championship (2 razy)
- World Championship Wrestling
  - WCW World Heavyweight Championship (4 razy)
- World Wrestling Federation / Enterteinment
  - WWF Intercontinental Championship (1 raz)
  - WWF World Heavyweight Championship (2 razy)
  - WWE Hall of Fame (2015)
  - Zwycięzca King of the Ring (1987)
  - Zwycięzca WWF World Heavyweight Title Tournament (1988)
- Pro Wrestling Illustrated
  - Najbardziej znienawidzony zawodnik roku, najlepszy heel
    - 1 miejsce (1989)

  - Najpopularniejszy zawodnik roku, najlepszy face
    - 3 miejsce (1987)
    - 1 miejsce (1988)
    - 2 miejsce (1996)

  - Największy progres roku
    - 4 miejsce (1985)

  - Powrót roku
    - 1 miejsce (1995)

  - Rywalizacja roku
    - 2 miejsce (1987 – z Rickym Steamboatem)
    - 4 miejsce (1988 – z Hulkiem Hoganem, Tedem DiBiase i André the Giantem)
    - 2 miejsce (1989 – z Hulkiem Hoganem)
    - 2 miejsce (1992 – z Rikiem Flairem)
    - 3 miejsce (1994 – z Crushem)
    - 4 miejsce (1995 – z Rikiem Flairem)
    - 2 miejsce (1996 – z Rikiem Flairem)
    - 1 miejsce (1997 – z Diamond Dallas Page’em)

  - Stanley Weston Award (2011)
  - Zawodnik roku
    - 3 miejsce (1986)
    - 3 miejsce (1987)
    - 1 miejsce (1988)

  - PWI 500
    - 1 miejsce (1991)
    - 4 miejsce (1991)
    - 2 miejsce (1992)
    - 28 miejsce (1993)
    - 44 miejsce (1994)
    - 8 miejsce (1995)
    - 21 miejsce (1996)
    - 19 miejsce (1997)
    - 16 miejsce (1998)
    - 57 miejsce (1999)
- Professional Wrestling Hall of Fame and Museum
  - Wprowadzony w 2009[49]
- Wrestling Observer Newsletter
  - Hall of Fame (1996)
  - 1 miejsce w kategorii Najlepsza walka w wrestlingu w 1987 roku
  - 4 miejsce w kategorii Najlepszy face w 1991 roku – z Rickym Steamboatem[1]